# Буткус, Рихард Гунарович
Рихард Гунарович Буткус (латыш. Rihards Butkus; 25 августа 1972 — март 2021) — советский и латвийский футболист, защитник и полузащитник. Выступал за сборную Латвии.

## Биография
Начал взрослую карьеру в 1990 году в составе «Даугавы» (Рига), сыграл за сезон 9 матчей во второй лиге СССР, где его клуб занял второе место в зональном турнире. Также провёл 3 матча и забил один гол в Кубке СССР, клуб дошёл до стадии 1/16 финала, где уступил московскому «Спартаку». В 1991 году игрок перешёл в «Пардаугаву», но в первом сезоне играл только за дубль в чемпионате республики.
После распада СССР стал играть за «Пардаугаву» в высшей лиге Латвии, в первых двух сезонах его клуб занимал четвёртые места в чемпионате. Финалист Кубка Латвии 1992/93. В сезоне 1993 года забил 7 голов, став лучшим бомбардиром своего клуба и четвёртым снайпером чемпионата. В 1994 году перешёл в «ДАГ» (Рига), с которым в том сезоне стал бронзовым призёром чемпионата и финалистом Кубка страны. В 1995 году перешёл в «Амстриг», на следующий год клуб выступал как «Даугава» (Рига). За два сезона сыграл более 50 матчей в чемпионате, в 1996 году стал вице-чемпионом Латвии. Участник матчей Кубка Интертото, в которых забил один гол. Из-за травмы был вынужден покинуть «Даугаву» и пропустить один сезон.
В 1998 году в составе клуба «Полицияс ФК» (Рига) стал победителем первой лиги Латвии и на следующий год играл в высшей лиге. В 2000 году перешёл в «Ригу», а спустя год — в клуб «Гауя» (Валмиера).
Всего в высшей лиге Латвии сыграл 143 матча и забил 28 голов.
26 апреля 1995 года дебютировал в сборной Латвии в отборочном матче чемпионата Европы против Северной Ирландии. Всего в 1995—1996 годах сыграл 3 матча за сборную. Победитель Кубка Балтии 1995 года, на котором провёл один матч.
После окончания игровой карьеры работал тренером.
Умер в марте 2021 года в возрасте 48 лет.

## Достижения
- Серебряный призёр чемпионата Латвии: 1996
- Бронзовый призёр чемпионата Латвии: 1994
- Финалист Кубка Латвии: 1993, 1994